# はみだし弁護士・巽志郎
『はみだし弁護士・巽志郎』（はみだしべんごし・たつみしろう）は、1996年から2012年までテレビ朝日系「土曜ワイド劇場」で放送されたテレビドラマシリーズ。全12回。制作はABCと東阪企画。主演は三浦友和。

## 登場人物

### 巽法律事務所（第1作 - 第10作） → 巽弁護士事務所（第11作 - 第12作）
第10作で巽法律事務所のビルが取り壊されるため立ち退くが、第11作で野村真知子が巽法律事務所が解散してから3年後、私費を投じて事務所を再生させる。
巽志郎
演 - 三浦友和
元･東京地検検事のヤメ検弁護士。弁護士に転身後、巽法律事務所を設立（第10作の時点で、神田に事務所を設立して15年9か月である）。
検事を辞職した理由は、取調べ中に感情的になり、被疑者を殴ってしまった事による。事務所としては、家賃や事務員の給料が一時的に滞るなど金銭的に余裕がない様子。離婚歴あり。競馬好き。甘いものは苦手である。コーヒーはブランデーを入れるのが好みである。
三枝美穂
演 - 坂下千里子（第6作 - 第12作）
弁護士事務所の助手兼事務員。女子大生。
巽の先輩である弁護士・柏木毅の紹介で入る。以前は柏木の法律事務所でアルバイトしていた。祖父が家電メーカーの会長、父は銀行の支店長という裕福な家庭に育ったため、給料がなくても生活に困っていない。その家庭環境や、交友関係から事件の捜査の手助けになることがある。巽と一緒に仕事できるだけで満足している部分がある。時々メガネをかける事がある。
野村真知子
演 - あき竹城
弁護士事務所の助手兼事務員（ただし、本人に言わせると秘書である）。設立時からの事務員である。時には、金銭的に困っている事務所を自腹で助けているのだが、自らの給料が3か月滞納された事もある。しかし、巽の良い点を知っているため、事務所に勤務し続けている。

### その他
安達加奈子
演 - 一色彩子（第2作）、涼風真世（第9作）
巽の別れた妻。幼稚園理事長（第9作）。父親の安達伸郎は高名な元判事。
堀内
演 - 加藤茂雄（第2作・第5作・第6作・第10作・第11作）
巽法律事務所のビルの大家。
後藤
演 - 河原さぶ（第4作・第9作）
警視庁調布西警察署の刑事。

### ゲスト
第1作「競馬場ギャル殺人事件！年の差カップル 東京〜山形 危険な追跡」（1996年）
- 北沢律子（北沢の娘） - 藤谷美紀
- 萱原重之（理代子の弟・パシフィックブライダル 専務） - 山下規介
- 寺井宏美 - 村松美香
- 増田忠雄（宏美を殺害した容疑者） - 掛田誠
- 小川富士男（パシフィックブライダル 元会員） - 浅見小四郎
- 小川（小川の妻） - 松阪隆子
- トキタ - 江藤漢
- 原田（暴力団幹部） - 志賀圭二郎
- 野村美紀（老舗ホテルの娘） - 江口由起
- ペンション経営者 - 門脇三郎
- 居酒屋主人 - 都家歌六
- 大井競馬場 係員 - 川口節子
- パシフィックブライダル 会員 - 石川裕喜
- チンピラリーダー - 向井恭介
- チンピラ - 笠原靖元
- 萱原理代子（パシフィックブライダル 社長） - 中島ゆたか
- 北沢慎吾（公判検事） - 村井国夫

第2作「別れた妻の不倫相手に殺人容疑！美人弁護士と対決！謎を追い“関東の小京都”蔵の街・栃木へ」（1997年）
- 水谷早苗（顧問弁護士） - 白島靖代
- 永島和彦（レストランの副社長・巽の大学時代ラグビー部の後輩） - 井上純一
- 生方美穂（野村真知子の姪） - 伊東里織
- 美智代 - 明日香菜緒
- 大沢靖二（調査会社社員） - 山西道広
- 木島（調査会社社員） - 松永忍
- 野沢圭子（聡美の友人） - 松井紀美江
- 阿部信夫 - 速水亮
- 村岡稔（聡美の恋人） - 新井康弘
- 永島聡美（和彦の妻） - 日向明子
- 永島敏子（レストランの社長・和彦の母） - 三ツ矢歌子

第3作「援助交際殺人事件!? 謎を追って美人検事と鹿児島へ!!」（1998年）
- 生島純子（関東地検 検事） - 田中広子
- 西村朋子（西村の妻） - 田島令子
- 西村麻美（西村と朋子の娘） - 藤村ちか
- 山崎由香（女子高生） - 藤村ちか（二役）
- 磯田和也（由香の恋人） - 井上唯我
- 稲村（会社員・由香の援助交際の相手） - 稲川淳二
- 山崎佳代子（由香の母・おふくろの味「佳代子」女将） - 水木薫
- 旅館「白水館」マネージャー - 浅見小四郎
- 西村のマンション管理人 - 掛田誠
- 南原（えいリハビリセンター 医師・麻美の主治医） - 信実一徳
- 太田隆三（東進警備保障 社員・元警視庁巡査） - 長江英和
- 旅館「白水館」仲居 - 平榮子
- 食堂の従業員 - 上楽敦子
- 宝くじ売り場の女性 - 東静子
- 小田切伸之（東進警備保障 社長） - 峰岸徹
- 西村省吾（関東地検 次席検事・巽志郎のライバル） - 大和田伸也

第4作「名門政治家一族に（秘）愛人スキャンダル!! 伊香保・榛名に美女（!?）が消えた…」（1999年）
- 土屋友美（横浜中央大学心理学科 講師） - 藤森夕子
- 片山隆（裕子の夫・無職） - 草薙良一
- 片山大輔（片山と裕子の息子・横浜中央大学文学部社会学科 元学生） - 吉井基師
- 川尻哲造（明子の父・代議士） - 早川雄三
- 牛島秀二（牛島クリーン企画 社長・川尻の元秘書） - 伊藤高
- 佐島（チンピラ） - 深見亮介
- 裁判官 - 荻原賢三、しみず霧子
- 笹本家の家政婦 - 野呂瀬初美
- 料亭「時代屋」支配人 - 浅見小四郎
- ガソリンスタンド店員 - 掛田誠
- 旅館「一富士」仲居 - 川口節子
- 木村（横浜中央大学 学生） - 南塚康弘
- インタビュアー - 津田匠子
- 警察官 - 岩本淳
- 警視庁調布西警察署 刑事（後藤の部下） - 篠田剛
- リポーター - 明樹由佳
- 横浜中央大学 学生 - 大内厚雄、大友七菜、宮山礼
- 旅館「一富士」女将 - 野村時枝
- 片山裕子（スナック「ボナンザ」ママ） - 日向明子
- 笹本孝一郎（横浜中央大学 教授） - 清水綋治
- 笹本明子（笹本の妻） - 夏樹陽子

第5作「資産家一族に秘められた愛と憎しみの連続殺人 盗撮された女子高生の謎!?」（2000年）
- 朝比奈真弓（真一と健二の義妹・ロックミュージシャン） - 田中美奈子
- 朝比奈真一（ゼネコン会社専務） - 冨家規政
- 朝比奈健二（真一の弟・音楽事務所経営者） - 古藤芳治
- 柿沼純二（バー「ポールスター」経営者・野村真知子の義弟の交通事故の加害者） - 鶴久政治
- 柿沼奈緒子（柿沼の妻） - 中上ちか
- 北川あやか（北川の養女・女子高生） - 大類ゆき
- 幸田の部下 - 田中要次
- 朝比奈（真一の妻） - 樋口しげり
- 幸田祐介（総会屋） - 片桐竜次
- フライトジャケット店店主 - 浅見小四郎
- 建築業者 - 掛田誠
- 北川家の近所 - 川口節子
- スーパー店員 - 笠井一彦
- 北川哲男（北川建材 社長） - 六平直政

第6作「六本木－福島・いわき W殺人事件の謎 ヤメ検★美人調査員 二人三脚の追跡」（2002年）
- 岡崎ゆかり（東洋生命保険 調査員） - 島崎和歌子
- 福永昭二（綾子の別居中の夫・トラック運転手） - 西山浩司
- 福永綾子（クラブ「フォワイエ」ホステス） - 水島かおり
- 立花利恵（スパリゾートハワイアンズ 従業員・離婚前の姓は「小杉」） - 山下容莉枝
- 大山（警視庁西多摩警察署 刑事） - 井上高志
- 水木康子（永和病院 看護師長） - 梓陽子
- スパリゾートハワイアンズ 支配人 - 浅見小四郎
- 小川（永和病院 入院患者） - 掛田誠
- クラブ「フォワイエ」ママ - 高尾美有紀
- 食堂の従業員 - 大井小町
- リポーター - 菊田あや子
- 東洋生命保険 外交員 - 井上夏葉
- まさみ（永和病院 入院患者） - 渡辺信子
- 警視庁西多摩警察署 刑事 - 仲田天使
- 柏木（柏木の妻） - 三谷侑未
- 菅原浩一郎（永和病院 事務長） - 平泉成
- 柏木毅（弁護士・巽志郎の先輩） - 小野寺昭

第7作「運命の再会…愛しき人妻との湯けむり行脚！磐梯山・猪苗代湖に消えたアリバイの証人を追え!!」（2003年）
- 児島亜紀（直樹の妻・スーパーのレジ係・元ピアニスト） - 高橋ひとみ
- 本郷由香（啓介の娘・直樹の異母姉） - あいはら友子
- 本郷光雄（由香の夫で婿養子・本郷グループ 社長） - 大門正明
- 上条隆司（本郷グループ 秘書） - 布川敏和
- 太田智子（ホステス） - 木内あきら
- 金井章（前科者） - 酒井敏也
- 後藤卓也（警視庁西新宿警察署 刑事） - 市川勇
- 児島直樹（啓介と愛人との子・元レストラン経営者・1年前失踪） - 篠塚勝
- 佐藤義雄（昭和タクシー 運転手） - 増田由紀夫
- 酒井和也（詐欺の指名手配犯） - 出光秀一郎
- 本郷啓介（本郷グループ 会長） - 江見俊太郎
- 刑事 - 浅見小四郎
- 野口（刑事） - 掛田誠
- 刑事 - 宮下敬夫
- 本郷啓太（光雄と由香の息子） - 近田慎太郎
- 食堂の従業員 - 青木麻由子
- 本郷家の家政婦 - 山本与志恵
- 藤村真希（妊婦） - 米澤モモ
- 亜紀のピアニスト時代の店のママ - 秋川百合子
- アナウンサー - 三根志乃ぶ

第8作「世界遺産屋久島に消えた「無罪？」の殺人者 子連れ美人の執念にヤメ検、激走!!」（2004年）
- 浅野由美子（浅野の妻・三枝美穂の高校の先輩） - 中山忍
- 蔵元雅也（由美子の兄・蔵元フード 取締役） - 神保悟志
- 竹山祐介（健康食品「マルシェ・アサノ」元社員） - 光石研
- 日高晴美（竹山の恋人・クラブ「花」ホステス） - 野田よし子
- 島津隆（配管工） - 森下哲夫
- 木島譲次（蔵元フード 社長付運転手） - 大和武士
- 島津静子（島津の妻） - 服部妙子
- 和枝の夫 - 浅見小四郎
- 和枝（晴美の姉） - 棟里佳
- 晴美の高校時代の先輩 - 掛田誠
- 浅野香織（浅野と由美子の娘） - 松本梨菜
- 浅野宏治（健康食品「マルシェ・アサノ」社長・蔵元フード 元営業部員） - 水口てつ
- 柴崎達夫（検事・巽志郎の後輩） - 新藤栄作
- 蔵元武久（雅也と由美子の父・蔵元フード 社長） - 寺田農

第9作「元妻・セレブは殺人犯!? 年下ホストと危険な情事 美人記者とみちのく二人旅」（2005年）
- 二宮由美（「週刊EYE'S」記者） - 遠藤久美子
- 小笠原誠司（元ホスト・15年前 強盗殺人の罪で服役し4年前出所） - デビット伊東
- 佐藤俊彦（農家） - 宅間孝行
- 安達伸郎（安達加奈子の父・高等裁判所判事） - 西沢利明
- 佐藤郁恵（佐藤の妻） - 江口由起
- 鈴木茂夫（酒造の専務・巽志郎の知り合い） - 藤井びん
- 市村克子（ホステス・半年前は小笠原と同居） - 青木麻由子
- 田山（幼稚園の関係者） - 浅見小四郎
- 農家 - 掛田誠
- 正木秀一（コンビニ店長・15年前銃殺） - 嶋崎伸夫
- としえ（佐藤と郁恵の娘） - 遠藤由実
- 通訳秘書 - 徳川美妃
- 中島篤（中島弁護士事務所 弁護士・巽志郎の大学時代の同期・安達加奈子の従兄妹） - 益岡徹

第10作「出会い系サイトは死の香り 美人妻ストーカー殺人事件 絶体絶命！巽が逮捕？剛腕刑事vs.ヤメ検弁護士」（2006年）
- 小野田辰雄（警視庁港中央警察署 刑事） - 泉谷しげる
- 小野田君子（小野田の妻だが、終盤で離婚する） - 市毛良枝
- 小野田慎一（小野田と君子の息子・ペットショップ店員） - 伊崎充則
- 久保光男（元クラブの従業員・前科者） - 前田耕陽
- 幸田小百合（幸田の妻） - 小松みゆき
- 刑事 - 浅見小四郎
- 柳井（警視庁港中央警察署 刑事） - 掛田誠
- 警視庁港中央警察署 刑事 - 若林久弥
- 弁護士会 - 青木麻由子
- 幸田祐介（住宅リフォーム「オフィスK」社長） - 五代高之
- 藤原八重（小百合の母） - 赤座美代子
- 幸田家の隣人 - 持田雅代
- 藤田昇（冒頭の殺人死体遺棄の犯人） - 天田益男
- 石黒修司（警視庁港中央警察署 副署長） - 風間トオル

第11作「愛娘を惨殺された父親と狂気の復讐！犯罪者に仕立てられた不良と母の情愛 美人デザイナー殺人事件の驚愕の真実を暴け!!」（2011年）
- 深町信介（由香の父・東都信用金庫世田谷支店 支店長） - 山下真司
- 大信田裕美子（光一の母・料亭の仲居） - 洞口依子
- 浜田洋司（清掃会社の派遣社員・浜田機工 元社長） - でんでん
- 安藤良介（由香の隣人・小学校教師） - 林泰文
- 飯田誠司（東都信用金庫世田谷支店 支店長付） - RIKIYA
- 大信田光一（元ホスト・6年前の強盗放火殺人の前科者） - 柳下大
- 深町由香（カリスマ若手デザイナー） - 多岐川華子
- 赤間 - 熊切あさ美
- 英玲奈（モデル） - 英玲奈
- バーの客 - 井上晴美
- レポーター - 浜田あゆみ
- 浜田の娘 - 沙お里

第12作「瀕死の息子に殺人容疑!? 母なる瞬間、究極の母性が我が子を守る！完全犯罪に潜む驚愕の真実!!」（2012年）
- 沢口香織（和也の母） - 床嶋佳子
- 小笠原正平（警視庁八王子西警察署 警部） - 今井雅之
- 堀井佳子（三枝美穂の知人） - 映美くらら
- 鈴木健一（元デリヘルの送迎運転手） - おかやまはじめ
- 瀬戸口光昭（コンビニ店員） - 柳憂怜
- 沢口和也（社会人ラグビー選手） - 中林大樹（幼少期：戸谷駆）
- 松本里奈（デリヘル嬢） - 菜葉菜（幼少期：錦辺莉沙）
- 渡辺（刑事・巽志郎の知り合い） - 菅田俊
- 古城（警視庁八王子西警察署 刑事） - 川奈龍平
- 杉本（警視庁八王子西警察署 刑事） - 山口翔悟
- 所轄の巡査 - 浅見小四郎
- デリヘルの店長 - 掛田誠
- 大和（ホスト） - 牧田哲也
- メグミ（里奈のルームメイト） - 沢井美優
- ユキオ（社会人ラグビー選手・野村真知子の甥） - 北村友彦
- 堀井翼（佳子の息子・小学生） - 原田一輝
- 団地の住人 - 伊藤こうこ
- 医師 - 山中達矢
- 茂木（和也の父・香織の夫・20年前死亡） - 内堀克利
- コンビニ店員 - 安藤なつ
- レポーター - 町理恵
- 婦警 - 坂口真紀

## スタッフ
- 脚本 - 田上雄（第1作 - 第11作）、吉田康弘（第11作・第12作）
- 監督 - 小谷承靖
- 法律監修 - 鈴木喜久子
- 技術協力 - テイクシステムズ
- プロデューサー - 深沢義啓（ABC）、土橋覚（東阪企画）
- 制作 - ABC、東阪企画

## 放送日程
| 話数 | 放送日         | サブタイトル | 脚本            | 視聴率 |
| ---- | -------------- | --- | --------------- | ------ |
| 1    | 1996年02月24日 | 競馬場ギャル殺人事件！年の差カップル 東京〜山形 危険な追跡                                                      | 田上雄          | 18.9%  |
| 2    | 1997年05月17日 | 別れた妻の不倫相手に殺人容疑！美人弁護士と対決！ 謎を追い“関東の小京都”蔵の街・栃木へ                           | 田上雄          | 21.4%  |
| 3    | 1998年05月16日 | 援助交際殺人事件!? 謎を追って美人検事と鹿児島へ!!                                                               | 田上雄          | 18.3%  |
| 4    | 1999年04月10日 | 名門政治家一族に（秘）愛人スキャンダル!! 伊香保・榛名に美女（!?）が消えた…                                      | 田上雄          | 14.3%  |
| 5    | 2000年05月20日 | 資産家一族に秘められた愛と憎しみの連続殺人 盗撮された女子高生の謎!?                                             | 田上雄          | 15.6%  |
| 6    | 2002年08月17日 | 六本木－福島・いわき W殺人事件の謎 ヤメ検★美人調査員 二人三脚の追跡                                             | 田上雄          | 12.3%  |
| 7    | 2003年04月19日 | 運命の再会…愛しき人妻との湯けむり行脚！ 磐梯山・猪苗代湖に消えたアリバイの証人を追え!!                          | 田上雄          | 17.3%  |
| 8    | 2004年06月19日 | 世界遺産屋久島に消えた「無罪？」の殺人者 子連れ美人の執念にヤメ検、激走!!                                       | 田上雄          | 11.9%  |
| 9    | 2005年09月17日 | 元妻・セレブは殺人犯!? 年下ホストと危険な情事 美人記者とみちのく二人旅                                          | 田上雄          | 11.8%  |
| 10   | 2006年08月19日 | 出会い系サイトは死の香り 美人妻ストーカー殺人事件 絶体絶命！巽が逮捕？剛腕刑事vs.ヤメ検弁護士                   | 田上雄          | 15.6%  |
| 11   | 2011年04月16日 | 愛娘を惨殺された父親と狂気の復讐！犯罪者に仕立てられた不良と母の情愛 美人デザイナー殺人事件の驚愕の真実を暴け!! | 田上雄 吉田康弘 | 16.1%  |
| 12   | 2012年10月20日 | 瀕死の息子に殺人容疑!? 母なる瞬間、究極の母性が我が子を守る！ 完全犯罪に潜む驚愕の真実!!                        | 吉田康弘        | 15.5%  |

- 視聴率はビデオリサーチ調べ、関東地区・世帯

## その他
- 山陰中央テレビジョン放送では第10作、2007年2月18日13:00 - 14:55の「TSKワイド劇場」枠で初放送している。
- 失踪調査人・港亮介 - 主演が三浦友和で、本作とほぼ同じスタッフが制作に関わっている。2008年11月29日に放映。